# 이아이아 포르테
이아이아 포르테(Iaia Forte, 1962년 3월 16일 ~ )는 이탈리아의 배우이다.

## 출연 작품
- 퍼펙트 넘버, 파이브 (2019)
- 마피아와 토마토 (2014)
- 라 비타 오세나 (2014)
- 밀레 (2013)
- 그레이트 뷰티 (2013)
- 어나더 우먼스 페이스 (2012)
- 아르만디노 에 일 마드레 (2010)
- 노티지에 데글리 스카비 (2010)
- 나이트 버스 (2007)
- 트랜스 (2006)
- 파즈! (2002)
- 루나에 랄트라 (1996)